# Diva Futura (film)
Diva Futura is een Italiaanse biografische film uit 2024, geschreven en geregisseerd door Giulia Louise Steigerwalt en gebaseerd op het boek Non dite alla mamma che faccio la segretaria van Debora Attanasio. De hoofdrollen worden vertolkt door

## Verhaal
Riccardo Schicchi brengt met zijn bureau Diva Futura in Italië in de jaren 1980 een revolutie teweeg in de massacultuur door de hippie-utopie van de vrije liefde te transformeren in een nieuw fenomeen: porno. Onder zijn leiding worden Ilona Staller, Moana Pozzi, Éva Henger en vele anderen plotseling wereldberoemde diva's in de pornowereld die Italiaanse huizen binnen komt dankzij de opkomst van privé-televisiekanalen de VHS-videorecorders. Het markeert het begin van een nieuw tijdperk. Het verhaal wordt verteld vanuit het oogpunt van Debora, een jonge secretaresse van het bureau.

## Rolverdeling
| Acteur             | Personage              |
| ------------------ | ---------------------- |
| Pietro Castellitto | Riccardo Schicchi      |
| Tesa Litvan        | Éva Henger             |
| Barbara Ronchi     | Debora Attanasio       |
| Denise Capezza     | Moana Pozzi            |
| Lidija Kordić      | Ilona Staller          |
| Davide Iachini     | Massimiliano Caroletti |
| Marco Iermanò      | Valentino              |

## Productie
Diva Futura is de tweede speelfilm van de Amerikaanse actrice Giulia Louise Steigerwalt, die haar carrière oorspronkelijk begon als actrice in de Italiaanse cinema vanaf het begin van de jaren 2000. Attanasios boek werd aan Steigerwalt aanbevolen door de actrice Greta Scarano. Aanvankelijk onder invloed van vooroordelen nam de filmmaker contact op met onder meer de weduwnaar van pornoactrice Moana Pozzi (1961–1994) en Éva Henger, pornoactrice en ex-vrouw van Riccardo Schicchi, om onderzoek te doen voor het scenario. Steigerwalt omschreef het werken aan het filmscript in 2022 als veeleisende dan aanvankelijk werd aangenomen. Ze was vooral geïnteresseerd in de persoonlijke en sociale aspecten van de geschiedenis en wilde zich in Diva Futura richten op een onbevooroordeeld perspectief. Ook de omstandigheden rond Moana's laatste pornofilmopname zouden in het script moeten worden opgenomen, waarin ze al werd getekend door haar ziekte. Destijds werden alleen close-ups van haar gebruikt en de overige scènes werden gedaan door een dubbelganger.
De film werd geproduceerd door Groenlandia en PiperFilm samen met Rai Cinema betrokken. De productiekosten bedroegen 8,54 miljoen euro. Het project werd met 2,97 miljoen euro ondersteund door het Italiaanse Ministerie van Cultuur (Direzione Generale Cinema e audiovisivo).

## Release
Diva Futura ging op 4 september 2024 in première op het Filmfestival van Venetië in de competitie voor de Gouden Leeuw.

## Prijzen en nominaties
De belangrijkste:
| Jaar | Prijs                    | Categorie    | Genomineerde(n)           | Uitslag     |
| ---- | ------------------------ | ------------ | ------------------------- | ----------- |
| 2024 | Filmfestival van Venetië | Gouden Leeuw | Giulia Louise Steigerwalt | Genomineerd |